# Pankratiuskirche (Stuhr)

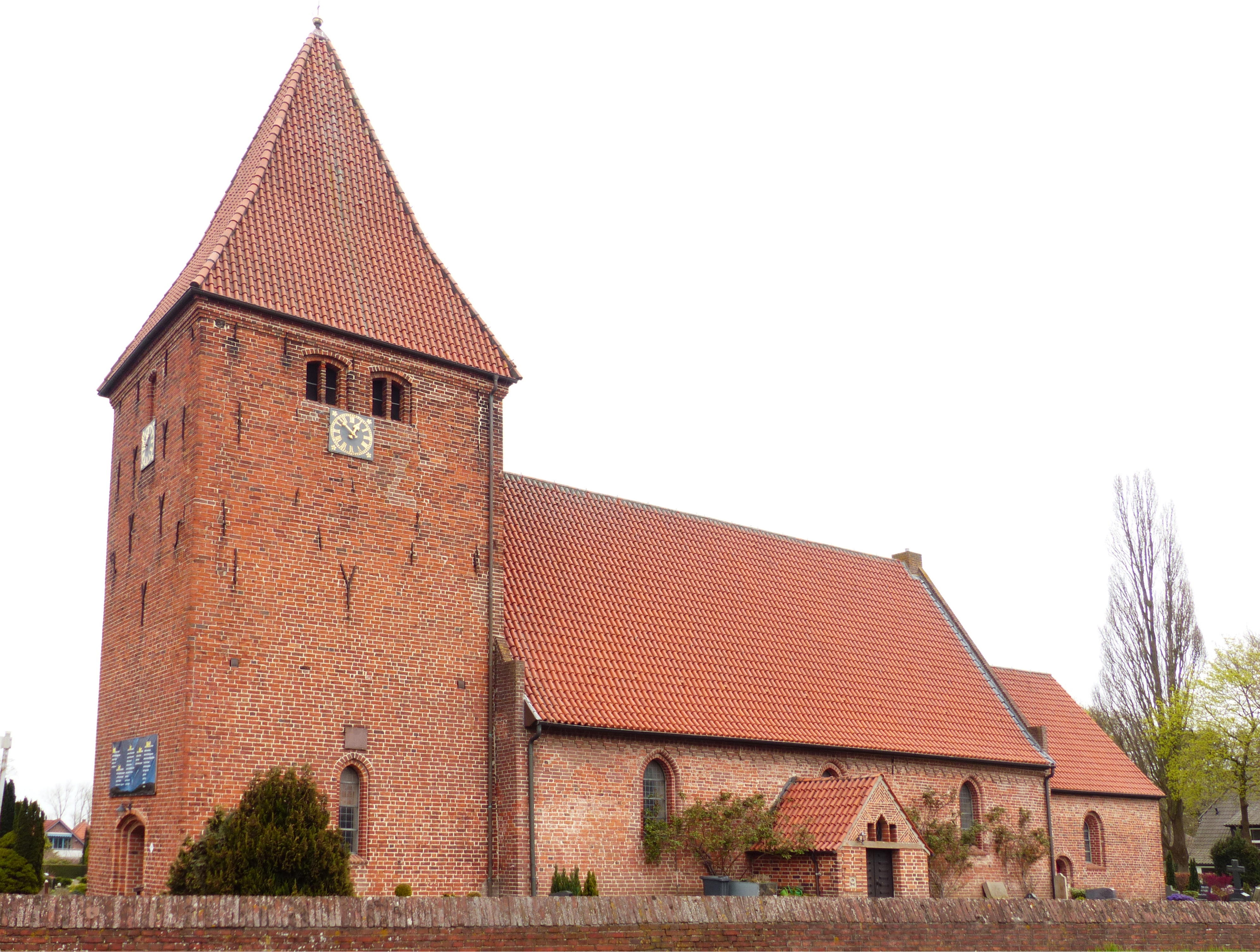
Pankratiuskirche von Südwesten

Die Pankratiuskirche in (Alt-)Stuhr befindet sich im Norden des Landkreises Diepholz, einen Kilometer von der Grenze zu Bremen entfernt. Die einschiffige Backsteinkirche entstand großenteils im 13. Jahrhundert zu Beginn der Gotik. Der Chor weist noch zahlreiche romanische Formen auf, die auch am in der nächsten Bauphase errichteten Schiff noch in geringerem Umfang zu finden sind. Der Westturm wurde im 14. Jahrhundert angefügt. Die Kirchengemeinde gehört der Evangelisch-Lutherischen Kirche in Oldenburg an, die im benachbarten Ortsteil Heiligenrode der evangelisch-lutherischen Landeskirche Hannovers.
Im 13. Jahrhundert wurde die heutige Kirche in drei Bauabschnitten errichtet: im ältesten der romanische Chor, dann folgte das Schiff mit seinen frühgotischen Kreuzgewölben, schließlich der wuchtige gewölbelose Turm aus dem 14./15. Jahrhundert. Bis ins 18. Jahrhundert gab es zwei Haupteingänge, für Frauen an der Nordwand und für Männer an der Südwand. Der Nordeingang ist heute zugemauert. 
Im Zweiten Weltkrieg wurde die Kirche in Alt-Stuhr stark beschädigt. Restaurierungen erfolgten 1966 und 1992/1993. Vor der letztgenannten war jahrhundertelang das Schiff verputzt und nur noch der Turm backsteinsichtig. Der Dachfirst war irgendwann abgesenkt worden. 
1964 wurde die Kirche renoviert und 1986/87 grundlegend saniert. Der Flügelaltar ist wahrscheinlich zwischen 1500 und 1520 entstanden. Er stammt, so vermuten Experten, aus einer Schnitzerwerkstatt in Bremen. Malereien, die sich auch auf der Rückseite des Altars befanden, gingen verloren. 1992 wurde der Altar restauriert. Heute befinden sich im Innenraum verschiedene Wandmalereien. Diese wurden in der Reformationszeit übertüncht, später aber bei Renovierungsarbeiten wieder freigelegt.

## Gebäude

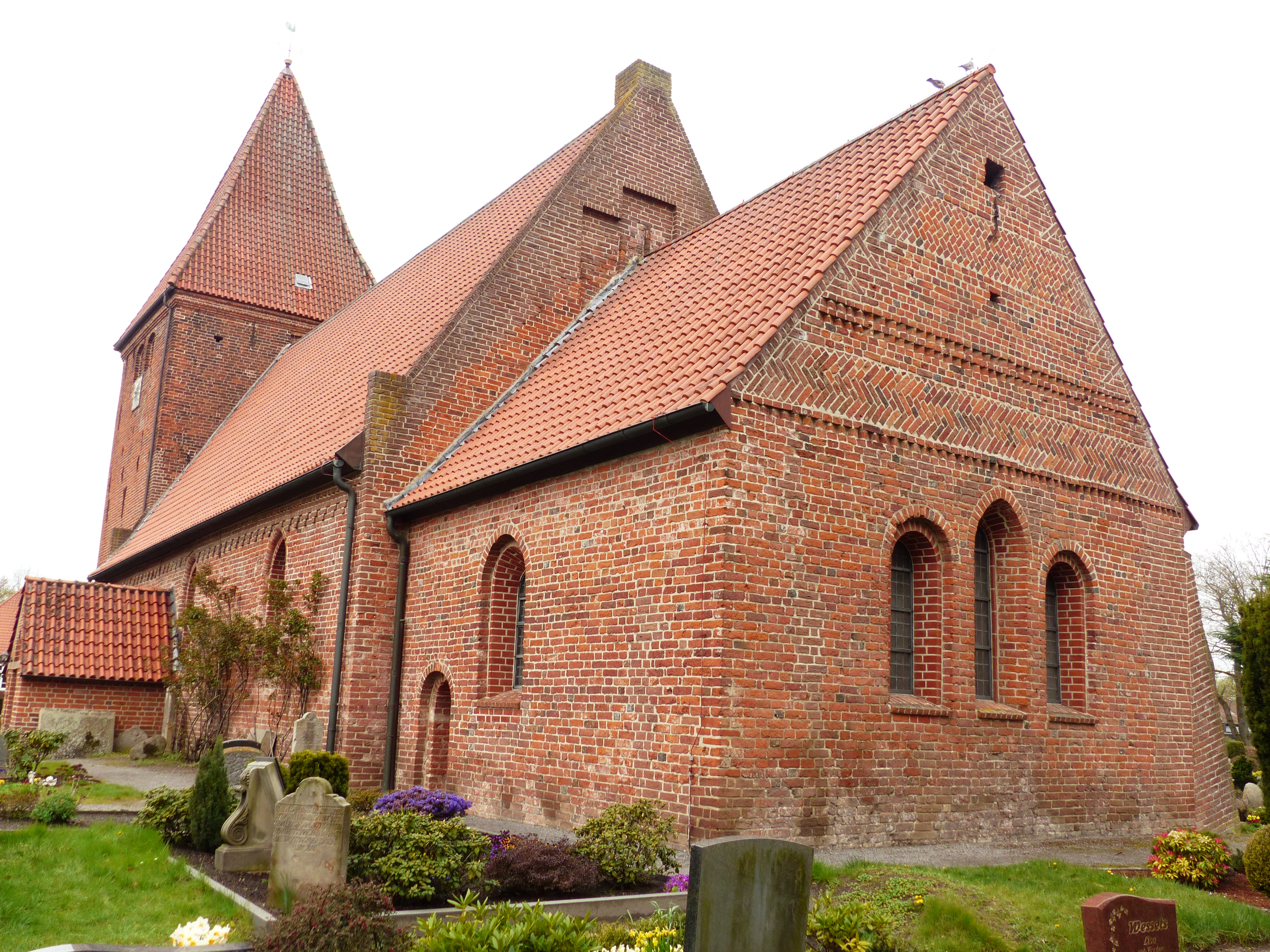
Kirche von Südosten, Baunaht (Steinhöhen!) zw. Chor und Schiff

Alle Fensterlaibungen der Kirche sind innen und außen gestuft. Die Strebepfeiler an den nördlichen Mauerecken von Schiff und Chor sind neuzeitliche Anfügungen.
Der etwas eingezogene Chor gilt als ältester Gebäudeteil. Er hat nach Norden und Süden je ein Fenster, nach Osten eine Dreifenstergruppe. Deren mittleres Fenster hat eine spitzbogigen Außenstufe und eine rundbogige Innenstufe, alle übrigen Bögen sind rund. Im Giebeldreieck des Ostgiebels sind die Backsteine in zwei breiten liegenden Bändern von Fischgrätenmuster gesetzt. Das Chorjoch hat ein Kreuzgewölbe mit zarten Bandrippen, die einzigen eindeutig spitzbogigen Diagonalrippen des Kirchenraums. Der Triumphbogen und die Schildbögen des Chors sind rundbogig.

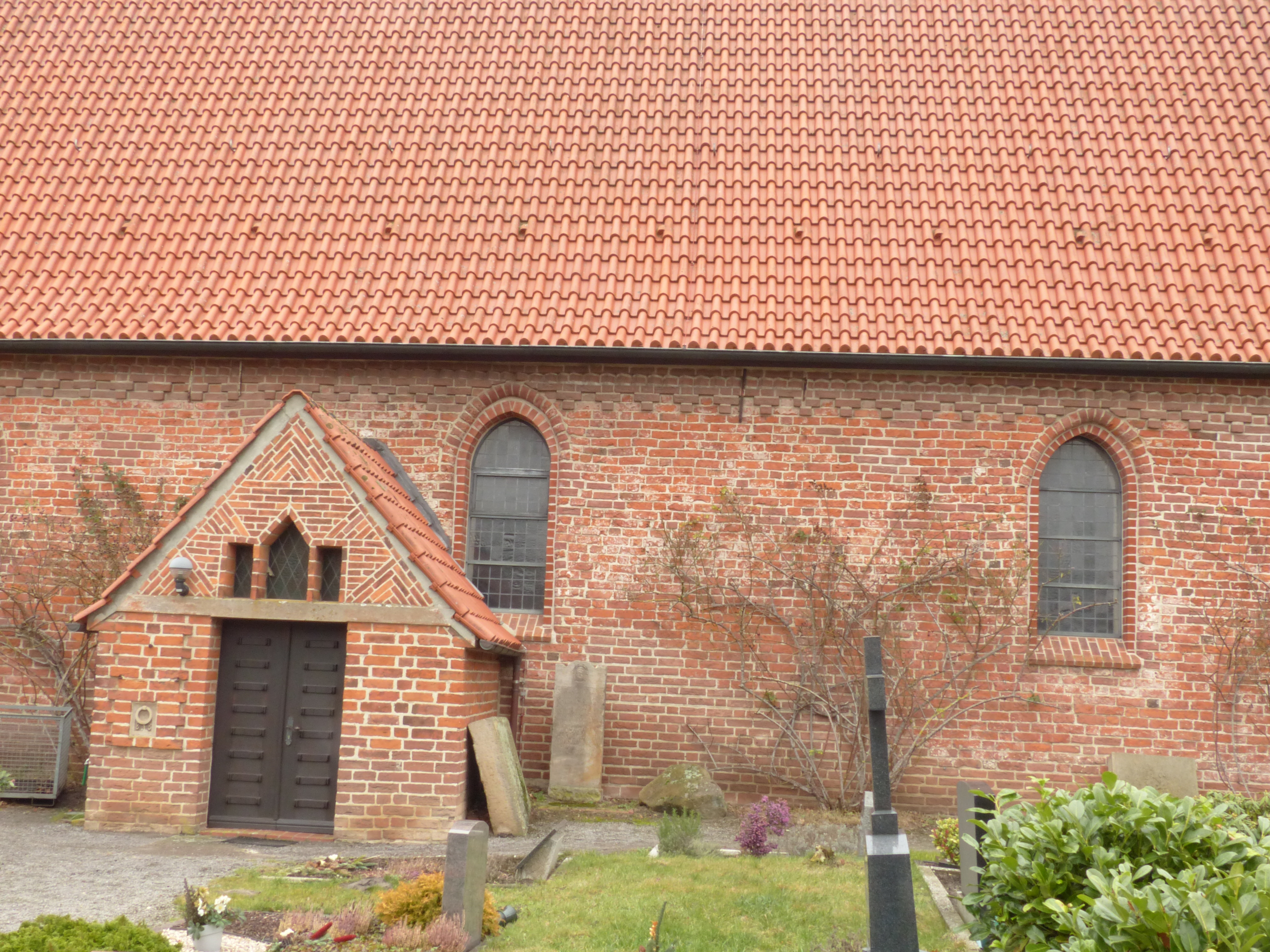
Schiff von Süden, Innenstufen der Fenster erneuert, Traufenfries von 1992

Die Fensterlaibungen des Schiffs haben außen allesamt spitzbogige Außenstufen, die die breiten Friese unter den Dachtraufen des Kirchenschiffs stören. Die Innenstufen, vollständig neuzeitlich erneuert, sind auf der Südseite spitzbogig, auf der Nordseite rundbogig. Teils ersetzt, teils wohl original, bestehen auf der Südseite die Außenstufen der Fensterlaibungen aus viertelrunden Formsteinen.

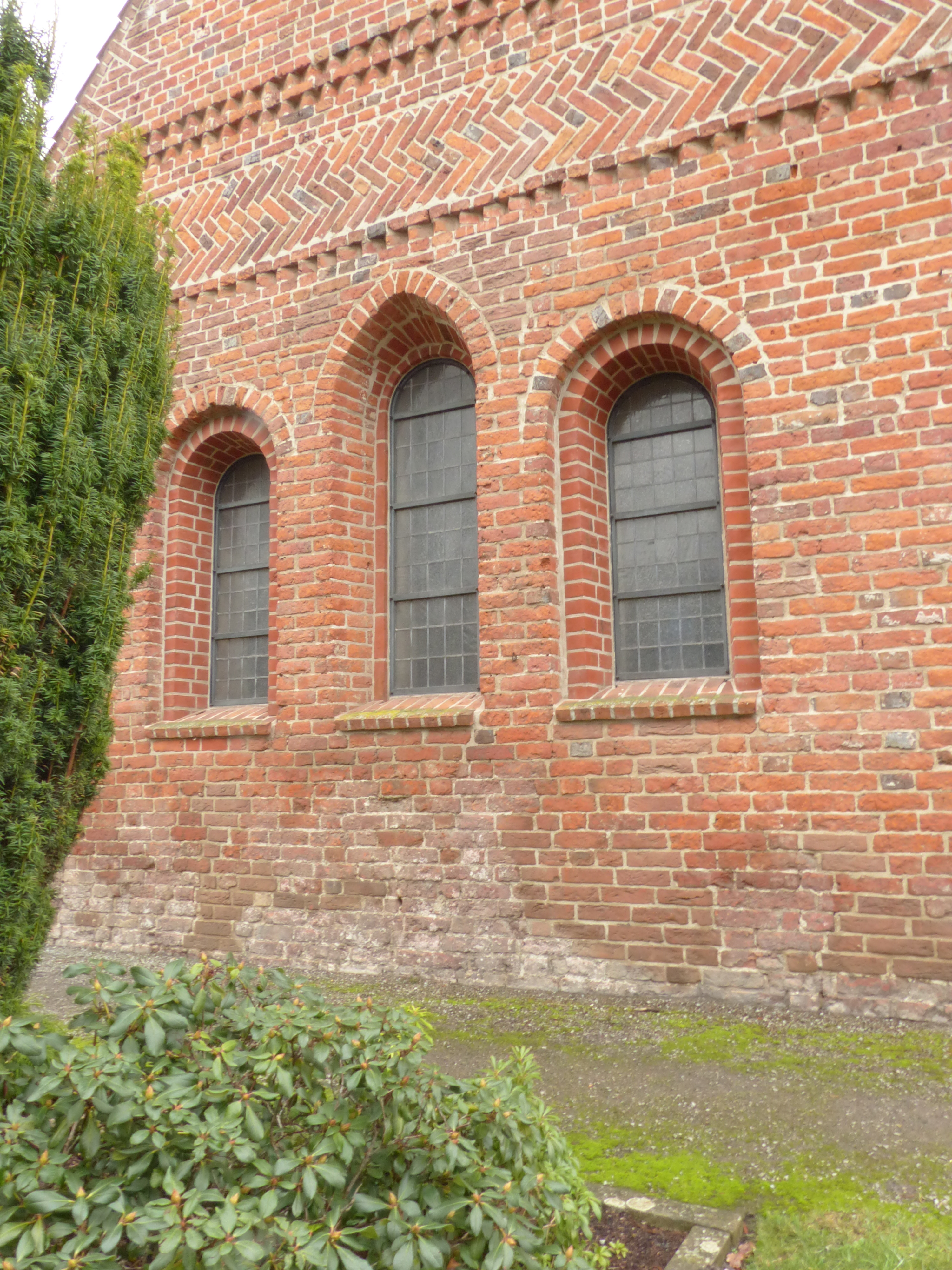
Dreifenstergruppe und Fischgrätmuster im Chorgiebel
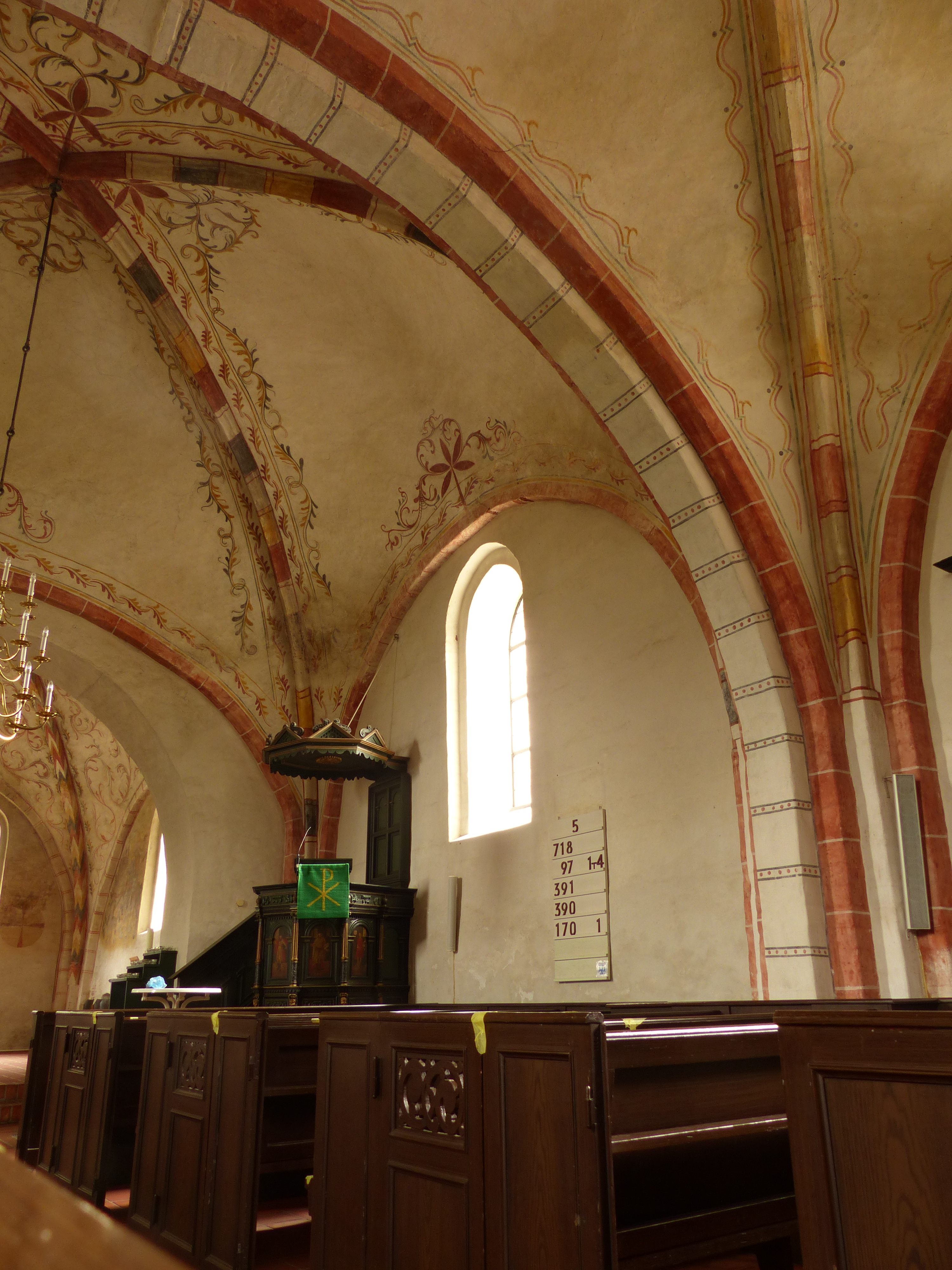
Südwand mit Kanzel
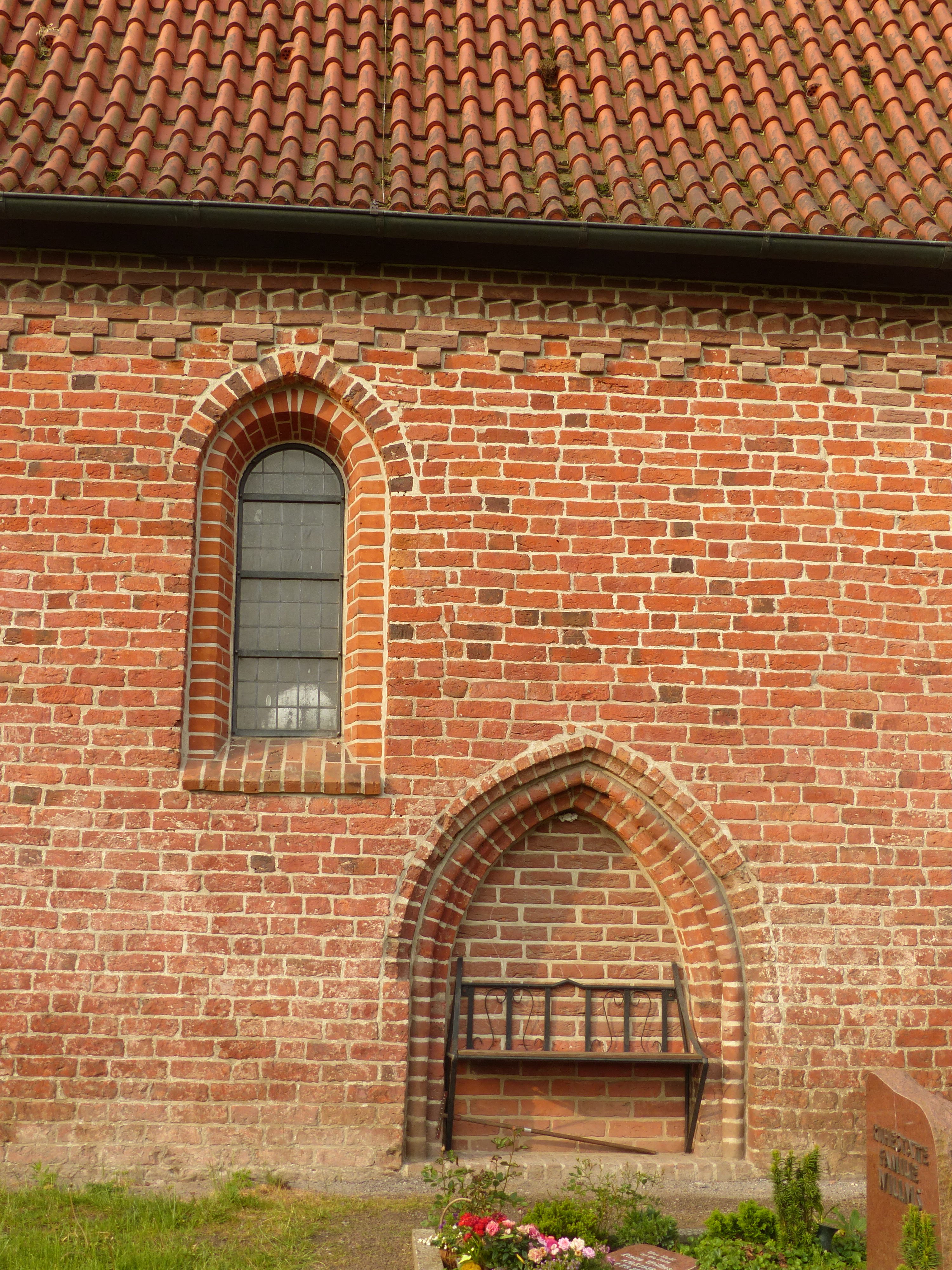
Nordportal, Vermauerung und 3⁄4 des Rundstabs erneuert

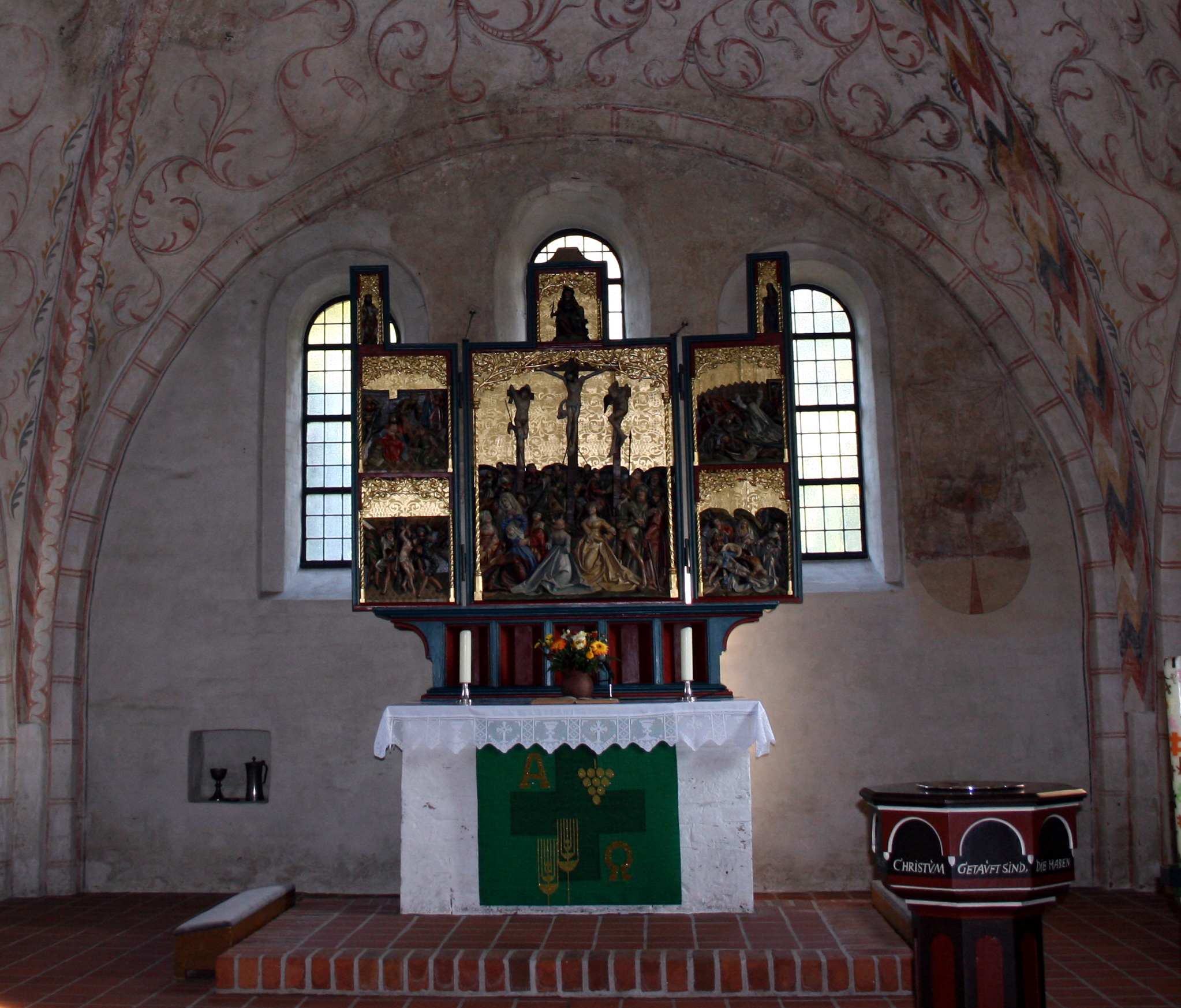
Flügelaltar

Beide Traufenfriese sind eine Verbindung aus zweier verschiedener Zierformen, oben ein Zahnfries, darunter ein Stufenzackenfries, beide bestehen aber heute aus gerauten Backsteinen der zweiten Hälfte des 20. Jahrhunderts und sind auf alten Fotos nicht auszumachen, was die Frage aufwirft, ob sie schon vor 1992 vorhanden waren. In der Nordwand gibt es ein vermauertes Spitzbogenportal, dessen Vermauerung mit ebensolchem gerautem Backstein erneuert wurde. In seinen Rundstäben sind die orangeroten zerfurchten Steine mittelalterlich, die glatten von 1992. Vor dem Südportal steht ein mit mittelalterlichem Backsteinformat begonnener, aber zumindest im oberen Teil neuzeitlicher Eingangsvorbau, von der Kirchengemeinde als „Kinderhaus“ bezeichnet. Heute bildet das Westportal im Turm den Haupteingang. 
Die drei Joche des Kirchenschiffs sind durch Rundbögen voneinander getrennt, aber die Schildbögen an der Innenseite der Längswände sind spitzbogig. Die Fensterlaibungen sind von innen auf der Nordseite in beiden Stufen ruun-, auf der Südseite in beiden Stufen spitzbogig.
Die Schallöffnungen des fensterlosen Turms haben Korbbögen. Die Traufe des Turms liegt nur wenig oberhalb des Firstes des Schiffs. Dieser wurde bei der letzten Renovierung der Kirche erhöht, die dadurch erforderliche Erhöhung des Ostgiebels (oberhalb des Choranschlusses) mit gerautem Backstein vorgenommen.

## Ausstattung

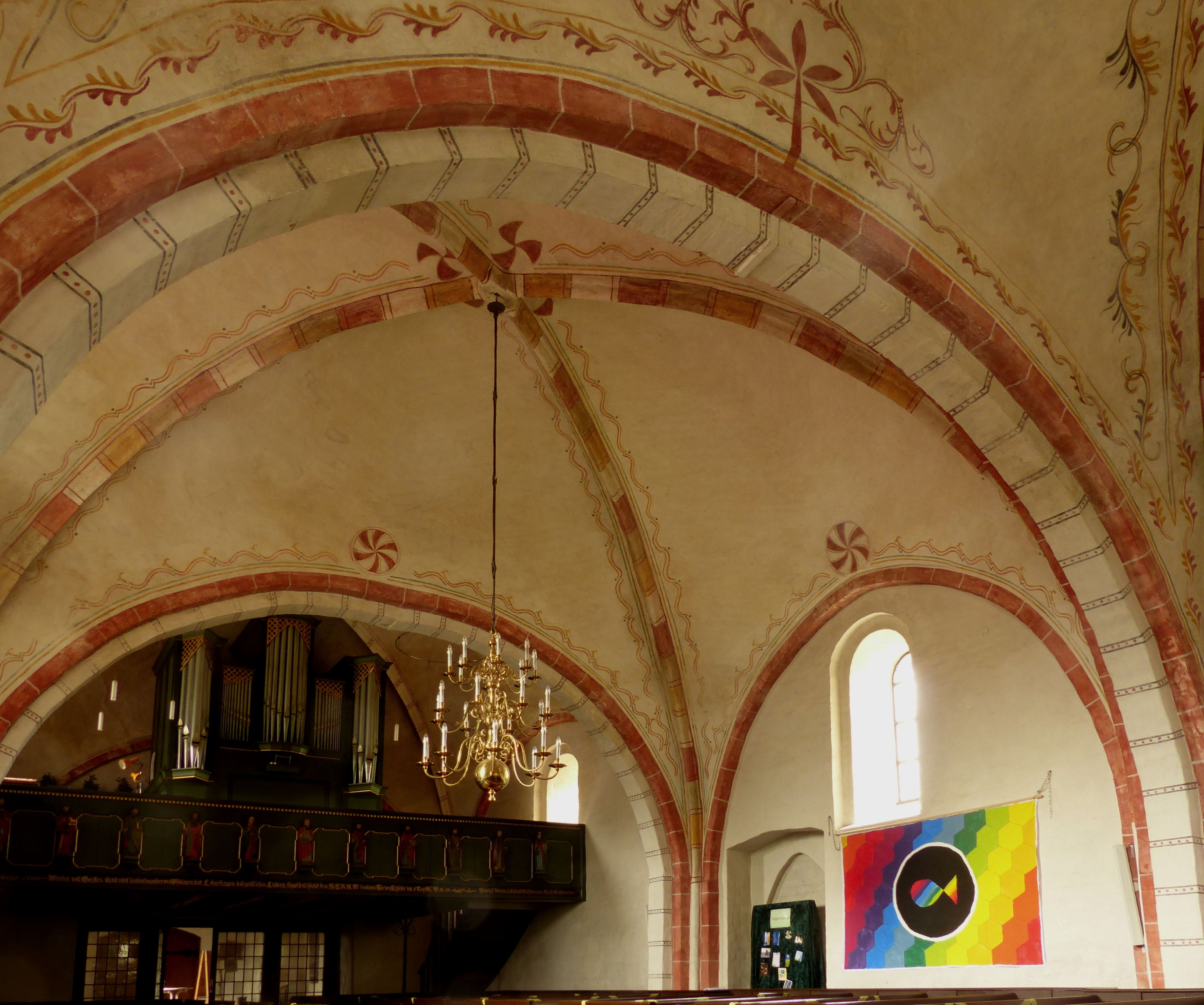
Orgelempore und Nordwand

Im Chor sind einige Kalkmalereien erhalten. Eines der Wandbilder zeigt den heiligen Georg. Die Gewölbe nicht nur des Chors sind mit Pflanzenornamenten bemalt.
Die Kanzel aus dem Jahr 1615 ist mit Tafelbildern der vier Evangelisten geschmückt.
Eine erste Orgel erhielt die Kirche 1760. Die heutige Orgel wurde 1954 eingebaut und 1996 erneuert.